# Chontacuro
El plat de chontacuro (en maito i en broqueta) és típic de l'Amazònia equatoriana. El seu nom prové del quítxua i significa "cuc de chonta o mayón". Aquesta larva del coleòpter Rhynchophorus palmarum en altres llengües se la coneix com "tuku" o "mukint". Es conrea a la muntanya i n'hi ha de dues classes: els que es desenvolupen en la palma Bactris gasipaes (chonta, anomenada també chontaduro) o en l'arbre de meretel. El de la chonta és el més consumit i la seva alimentació és del cor d'aquest arbre. Aquest plat forma part del consum diari dels quítxues de l'Amazònia i es pot menjar cru o bullit. El chontacuro té propietats curatives que alleuja la tos i l'asma. A més és una font excel·lent de proteïnes, vitamines A, C i E i minerals. El chontacuro va prenent interès gràcies a la pujada del consum d'insectes com a font de proteïna.

## Situació geogràfica
Usualment, els plats de chontacuro se solen preparar en el cantó de Archidona. El chontacuro és un insecte que es cull de la palma de Chonta, on creix el cuc en el tronc, en unes larves blanques que poden mesurar entre 5 i 6 centímetres de llarg i 2 de diàmetre. Un tipus d'escarabat pon els ous en el tronc d'aquesta planta i, al cap d'unes 10 setmanes es transformen en les larves, el cuc de les quals es prendrà per a la seva preparació i consum.

## Preparació
Una alternativa de preparació de chontacuro és en maito. Després de collir-lo, es renta el cuc, es creba amb cura i s'embolica amb fulles de bijao, amb sal al gust. El nom en quítxua d'aquesta fulla és "llaki panka". Aquest embolcall és el maito, es rosteix en candela a llenya aproximadament uns 4 a 5 minuts. El procés per a fer el chonta curo en broqueta és el mateix fins abans de l'embolcall, es rosteix el cuc directament a la graella aproximadament uns dos minuts. Es pot servir amb iuca cuinada o verda, acompanyat amb un got de guayusa o un pilche de chicha de iuca.